# ميان قلعه تالاني (مقاطعة إسلام آباد غرب)
ميان‌قلعه‌تالاني (بالفارسية: میان‌قلعه‌تالانی) هي قرية تقع في قسم حومة الشمالي الريفي (مقاطعة إسلام آباد غرب) في إيران. يقدر عدد سكانها بـ 74 نسمة بحسب إحصاء 2016.